# Acide pivalique
L'acide pivalique est un acide carboxylique de formule semi-développée (CH3)3CCO2H. Ce composé organique incolore et odorant est solide à température ambiante.

## Préparation

### Méthode industrielle
L'acide pivalique est préparé par « hydrocarboxylation » de l'isobutène par la réaction de Koch (en) : (CH3)2C=CH2  +  CO  +  H2O   →   (CH3)3CCO2H.

Synthèse de l'acide pivalique : carboxylation des halogénures d'alkylmagnésium (réactifs de Grignard).

Ces réactions nécessitent un catalyseur acide tel que l'acide fluorhydrique. L'alcool tert-butylique et l'alcool isobutylique peuvent également être utilisés à la place de l'isobutène. Au niveau mondial, plusieurs milliers de tonnes sont produits annuellement.

### Méthodes de laboratoire
À l'origine il était préparé par oxydation du pinacolone avec de l'acide chromique et par l'hydrolyse du pivalonitrile (en). Les méthodes de laboratoire pratiques procèdent par du 2-chloro-2-méthylpropane (en), par carbonatation des réactifs de Grignard et par oxydation de pinacalone.

## Applications
Par rapport à la plupart des acides carboxyliques, les esters de l'acide pivalique sont particulièrement résistants à l'hydrolyse. Certaines applications résultent de cette stabilité thermique. Les polymères dérivés d'esters de l'alcool vinylique sont des vernis hautement réfléchissants. Le groupe pivaloyle (abrégé en « piv » ou « pv ») est un groupe protecteur pour les alcools en synthèse organique.

## Sécurité
Comme la plupart des acides carboxyliques, l'acide pivalique est un irritant léger et est faiblement toxique (DL50 orale = 900 mg/kg pour les rats).